# Balla Gyula (játékvezető)
Balla Gyula (Szolnok, 1927. július 15.– Szolnok, 1984. február 22.) magyar nemzetközi labdarúgó-játékvezető.

## Pályafutása

### Labdarúgóként
Fiatalon ismerkedett meg a labdarúgással, különböző csapatokban játszott. A Szolnoki MÁV FC játékosaként tett játékvezetői vizsgát.

### Nemzeti játékvezetés
A játékvezetésből 1948-ban vizsgázott. 1948-ban NB II-es játékvezető lett. 1956-ban debütált a legmagasabb osztályban, az NB I-ben. Az aktív nemzeti játékvezetéstől 1972-ben vonult vissza. NB I-es mérkőzéseinek száma: 100.
| Időpont         | Helyszín                  | Mérkőzés típusa          | Mérkőzés                       | Eredmény |
| --------------- | ------------------------- | ------------------------ | ------------------------------ | -------- |
| 1956. május 6.  | Városi stadion, Tatabánya | első NB. I-es mérkőzés   | Tatabányai Bányász–Szegedi EAC | 1 – 0    |
| 1972. július 2. | Városi Stadion, Pécs      | utolsó NB. I-es mérkőzés | Pécsi Dózsa–Videoton           | 1 – 1    |

#### Nemzeti kupamérkőzések
Vezetett Kupa-döntők száma: 1.

##### Magyar Labdarúgókupa
| Időpont | Helyszín             | Mérkőzés típusa | Mérkőzés             | Eredmény |
| ------- | -------------------- | --------------- | -------------------- | -------- |
| 1964.   | Népstadion, Budapest | döntő           | Bp. Honvéd–Győri ETO | 1 – 0    |

### Nemzetközi játékvezetés
A Magyar Labdarúgó-szövetség (MLSZ) Játékvezető Bizottsága (JB) terjesztette fel nemzetközi játékvezetőnek, a Nemzetközi Labdarúgó-szövetség (FIFA) 1959-től tartotta nyilván bírói keretében. Több válogatott és nemzetközi klubmérkőzést vezetett, vagy működő társának partbíróként segített. Nemzetközi játékvezetői pozícióját 1964-ig megőrizte. Európa szinte valamennyi országában öregbítette a magyar játékvezetés hírnevét.

## Sportvezetőként
1965-ben a Szolnok megyei Labdarúgó-szövetség Játékvezető Bizottságának (JB) elnöke, az oktatás kiemelkedő személyisége, az MLSZ JB országos ellenőre.

## Írásai
1973-ban a Játékvezető című szaklap tudósítója, írásaival segítette a megye játékvezetői életének bemutatását.

## Szakmai sikerek
- A megyei Sporthivatal A sport érdemes dolgozója címmel tüntette ki. Kiemelkedő játékvezetői pályafutásának elismeréseként az MLSZ JB elnöksége Aranysíppal ismerte el szolgálatát.
- A Jász-Nagykun-Szolnok Megyei Labdarúgó-szövetség Játékvezető Bizottsága Balla Gyuláról elnevezett díjjal jutalmazza a megyében az Év Játékvezetője címre érdemes (35 év alatti) sportembereket.

## Külső hivatkozások
- Balla Gyula. World Referee. [2016. március 4-i dátummal az eredetiből archiválva]. (Hozzáférés: 2013. július 6.)
- Balla Gyula. szoljon.hu. [2015. december 23-i dátummal az eredetiből archiválva]. (Hozzáférés: 2013. július 6.)
- Balla Gyula. focibiro.hu (Hozzáférés: 2021. június 18.)